# Illucz Oláh János
Illucz Oláh János (Tokaj, 1817. január 29. – Budapest, 1875. február 13.) ügyvéd és királyi táblai bíró.

## Élete
Jogot tanult a pesti egyetemen és 1843. március 23-án kitűnő eredménnyel felesküdött ügyvédnek. 1845-től kezdve a konzervatív irányú Nemzeti Ujságnak előbb rovatvezetője, később Lipthay Sándor mellett szerkesztője 1848. április 30-ig, amikor Nemzeti-Politikai Hirlapra változtatván címét, önállóan szerkesztette 1848 végeig. A lap ekkor megszűnt, és Illucz visszavonult az irodalomtól. Politikai ingatagsága és megbízhatatlansága miatt éles vitába keveredett Bajza-Kossuth Hirlapjával, ahol Bajza leleplezte egész politikai múltját és hazafiatlan üzelmeit. 1868-ban a királyi táblához neveztetett ki bírónak és júliusban sajtóbírósági póttagul rendelték ki; 1869-70-ben ugyanott alapítványi biztos és dékán volt.